# Juan Drumen
Juan Drumen y Millet (1798-1863) fue un médico español, miembro de la Academia Nacional de Medicina.
Catalán, tras estudios en el Seminario Conciliar de Barcelona, su formación se orientó a estudios de Cirugía y Medicina, en los que destacó con los máximos honores. De elevado prestigio y larga experiencia clínica, llegó a médico de cámara de la reina Isabel II, y ocupó importantes cargos administrativos y diversos desempeños docentes. Destacado fue su libro de Patología Médica, publicado en 1850 y editado en Madrid par C. Monier, Librero de Cámara de SS.MM. y del Ministerio de Instrucción Pública. Una calle de Madrid recuerda su nombre.